# Airon-Saint-Vaast
Airon-Saint-Vaast és un municipi francès situat al departament del Pas de Calais i a la regió dels Alts de França. L'any 2007 tenia 218 habitants.

## Demografia

### Població
El 2007 la població de fet d'Airon-Saint-Vaast era de 218 persones. Hi havia 76 famílies de les quals 8 eren unipersonals (4 homes vivint sols i 4 dones vivint soles), 30 parelles sense fills, 34 parelles amb fills i 4 famílies monoparentals amb fills.
La població ha evolucionat segons el següent gràfic:
Habitants censats

### Habitatges
El 2007 hi havia 85 habitatges, 77 eren l'habitatge principal de la família, 6 eren segones residències i 2 estaven desocupats. Tots els 83 habitatges eren cases. Dels 77 habitatges principals, 63 estaven ocupats pels seus propietaris, 13 estaven llogats i ocupats pels llogaters i 1 estava cedit a títol gratuït; 1 tenia dues cambres, 8 en tenien tres, 19 en tenien quatre i 49 en tenien cinc o més. 53 habitatges disposaven pel capbaix d'una plaça de pàrquing. A 31 habitatges hi havia un automòbil i a 45 n'hi havia dos o més.

### Piràmide de població
La piràmide de població per edats i sexe el 2009 era:
| Homes | Edats   | Dones |
| ----- | ------- | ----- |
| 0     | 95 o +  | 0     |
| 0     | 90 a 94 | 0     |
| 0     | 85 a 89 | 0     |
| 0     | 80 a 84 | 0     |
| 0     | 75 a 79 | 4     |
| 8     | 70 a 74 | 4     |
| 4     | 65 a 69 | 0     |
| 0     | 60 a 64 | 0     |
| 4     | 55 a 59 | 4     |
| 8     | 50 a 54 | 12    |
| 4     | 45 a 49 | 4     |
| 12    | 40 a 44 | 16    |
| 8     | 35 a 39 | 4     |
| 12    | 30 a 34 | 12    |
| 8     | 25 a 29 | 8     |
| 8     | 20 a 24 | 0     |
| 12    | 15 a 19 | 12    |
| 16    | 10 a 14 | 4     |
| 12    | 5 a 9   | 8     |
| 4     | 0 a 4   | 20    |

## Economia
El 2007 la població en edat de treballar era de 150 persones, 109 eren actives i 41 eren inactives. De les 109 persones actives 98 estaven ocupades (52 homes i 46 dones) i 10 estaven aturades (3 homes i 7 dones). De les 41 persones inactives 10 estaven jubilades, 23 estaven estudiant i 8 estaven classificades com a «altres inactius».

### Ingressos
El 2009 a Airon-Saint-Vaast hi havia 74 unitats fiscals que integraven 215 persones, la mediana anual d'ingressos fiscals per persona era de 17.388 €.

### Activitats econòmiques
Els 2 establiments que hi havia el 2007 eren d'empreses de serveis.
L'any 2000 a Airon-Saint-Vaast hi havia 6 explotacions agrícoles.

## Poblacions més properes
El següent diagrama mostra les poblacions més properes.